# Grenzüberschreitende Verbundausbildung
Grenzüberschreitende Verbundausbildung (GVA)  ist die Bezeichnung für längerfristige Ausbildungsabschnitte im Ausland.
Auszubildende, die in Deutschland einen Ausbildungsvertrag haben, dürfen bis zu einem Viertel ihrer Ausbildungszeit im Ausland absolvieren. Sie können so insbesondere interkulturelle Kompetenzen erwerben. Diese Kompetenzen werden im Zuge der Internationalisierung der Wirtschaft im Berufsleben immer wichtiger. Auszubildende erfahren während ihres Auslandsaufenthaltes ihren Beruf aus einer anderen Perspektive. Sie lernen andere Arbeitsabläufe und andere Kulturen kennen. Sie können neben der fachlichen Qualifikation ihre Fremdsprachenkenntnisse verbessern und ihre Selbständigkeit sowie ihr Selbstbewusstsein weiterentwickeln. Aus Sicht der Unternehmen steigt hierdurch etwa die Vielseitigkeit und Flexibilität der Auszubildenden.
Die rechtliche Grundlage für die internationalisierte Ausbildung bietet das Berufsbildungsgesetz (BBiG). Es wurde im Jahre 2005 novelliert. Im § 2 Abs. 3 BBiG heißt es: „Teile der Berufsausbildung können im Ausland durchgeführt werden, wenn dies dem Ausbildungsziel dient. Ihre Gesamtdauer soll ein Viertel der in der Ausbildungsordnung festgelegten Ausbildungszeit nicht überschreiten.“
Im Zuge der Internationalisierung der Wirtschaftsmärkte steigt auch in anderen Ländern der Anteil der Auszubildenden, die einen Auslandsaufenthalt in ihre Ausbildung integrieren. Für sie gelten die jeweiligen nationalen Bestimmungen.
Von grenzüberschreitender Verbundausbildung spricht man bei Auslandsphasen, die mindestens vier Monate während der Ausbildungszeit betragen. Der heimische („entsendende“) Ausbildungsbetrieb vereinbart mit einem oder mehreren Betrieben im Ausland, den/die Auszubildende/n gemeinsam, also im Verbund, auszubilden. Teile der Ausbildung werden somit ins Ausland verlagert. Synonym zum Begriff grenzüberschreitende Verbundausbildung wird daher auch der Begriff grenzüberschreitende Ausbildungspartnerschaft benutzt.
Die Betriebe und die Auszubildenden schließen einen Vertrag, der die Rahmenbedingungen wie zum Beispiel Finanzierung, Zeitraum, Versicherungsschutz usw. regelt. Wesentlicher Bestandteil des Vertrages ist auch ein Ausbildungsplan, der vom entsendenden und vom aufnehmenden Betrieb gemeinsam erstellt wird. Er legt fest, welche Ausbildungsinhalte über welchen Zeitraum während der Auslandsphase vom aufnehmenden Betrieb vermittelt werden sollen. Der Ausbildungsplan ist Bestandteil des Ausbildungsvertrags und ist mit der zuständigen Stelle, zum Beispiel der Handwerkskammer, immer dann abzustimmen, wenn der Auslandsaufenthalt mehr als vier Wochen dauert.

## EU-ProjektLaWA– Verankerung der GVA in den europäischen Bildungssystemen
Grenzüberschreitende Verbundausbildung hat einen hohen Stellenwert in der europäischen Berufsbildungspolitik. Dennoch nehmen im Bereich Duale Berufsausbildung bisher nur vereinzelt Auszubildende diese Möglichkeit wahr. Eine Ursache liegt sicherlich darin, dass es bisher wenig praktische Erfahrung und Unterstützung bei der Durchführung dieser langzeitigen Auslandsaufenthalte gibt.
Zusammen mit Partnern aus sechs europäischen Ländern entwickelt die Handwerkskammer Münster daher im Rahmen eines EU-geförderten Projekts Strukturen, die eine grenzüberschreitende Verbundausbildung für alle Beteiligten einfacher und praktikabler machen.
Learn and Work Abroad (LaWA) – So soll zukünftig grenzüberschreitende, qualitativ hochwertige Ausbildung im Handwerk heißen, die Jugendlichen neue Karrierechancen und Betrieben grenzüberschreitende Kooperationen ermöglicht.
Ziel im Projekt ist es, die Voraussetzungen dafür zu schaffen, dass GVA als selbstverständliches Qualifizierungsangebot in der Erstausbildung unkompliziert und gewinnbringend genutzt werden kann. Für die Optimierung der Strukturen müssen die rechtlichen und finanziellen Rahmenbedingungen verdeutlicht werden. Es müssen nachvollziehbare Bewertungsverfahren für im Ausland zusätzlich erworbene Kompetenzen geklärt und ggf. entwickelt werden (Stichwort: ECVET). Es muss sichergestellt werden, dass die schulische Unterweisung auch während der Auslandsphase fortgeführt wird. Das hilft Jugendlichen, Lerndefizite zu vermeiden und nimmt ihnen so die Angst, aufgrund längerer Abwesenheit kein gutes Prüfungsergebnis zu erzielen. Hierzu werden didaktische Verfahren und Inhalte entwickelt. Zentrales Instrument wird eine internetbasierte Lernplattform sein.
Das Projekt soll die Grundlage dafür schaffen, dass grenzüberschreitende Verbundausbildung langfristig zum Standardangebot in den europäischen Bildungssystemen wird.
Informationen für alle Akteure von GVA finden sich als Übersicht auf einer Checkliste, unterteilt nach vor, während und nach dem Auslandsaufenthalt. Zusätzlich bieten die folgenden Absätze jedem einzelnen Akteur die Möglichkeit, nur für sich relevante Informationen einzusehen.

## Auszubildende
- Das Bewerbungsschreiben ist ein Beispiel für ein Anschreiben an einen potenziellen Gastbetrieb im Ausland. Es enthält alle Aspekte, die bei einer Bewerbung „auf größere Distanz“ wesentlich sind. Denn es gilt, die Bewerbung aussagekräftig zu gestalten, da in der Regel ein persönliches Vorstellungsgespräch aufgrund der räumlichen Distanz nicht stattfinden kann.
- Mit dem Logbook dokumentiert der Auszubildende Auslandsphasen während der Ausbildung. Er beschreibt, welche fachlichen, sprachlichen, interkulturellen und persönlichen Kenntnisse bzw. Fertigkeiten er/sie im Ausland erworben hat. Der Gastbetrieb hat die Möglichkeit, den Aufenthalt aus seiner Sicht zu kommentieren. Somit wird deutlich, was der Auszubildende zusätzlich zu seiner üblichen Ausbildung gelernt hat. Das ist sowohl für den Ausbildungsbetrieb interessant als auch für andere Betriebe, bei denen der Auszubildende sich später einmal bewirbt. Auszubildende legen sich mithilfe einer [Beschreibung …] ihr Logbook selbst an und erteilen dem eigenen Betrieb, dem Gastbetrieb und ggfs. dem Berufskolleg bzw. Personen ihrer Wahl eine Zugangsberechtigung.
- In der Lehrvereinbarung legen Auszubildende und Berufskollegen fest, auf welche Weise der schulische Lernstoff während des Auslandsaufenthaltes vermittelt wird. Es werden die Inhalte und die Kommunikationsformen abgestimmt. Die Lehrvereinbarung wurde aus deutscher Perspektive entworfen. Berufskollegs in anderen Ländern soll sie als Vorlage dienen. Sie kann bei der Entsendung eigener Auszubildender auf die jeweiligen nationalen Gegebenheiten angepasst werden.
- Der Content-Pool ist eine Übersicht verfügbarer Online-Lerninhalte, um Auslandsaufenthalte vorzubereiten und zu begleiten. Er richtet sich an Lehrpersonen und Auszubildende. Die Erfahrungen aus der Praxis zeigen, dass Auszubildende den Content-Pool nutzen, um die eigenen Sprachkenntnisse in der Vorbereitung auf einen Auslandsaufenthalt zu verbessern. Die Lehrpersonen nutzen den Content-Pool nur wenig, denn die meisten arbeiten mit Büchern und Skripten.
- Gastzugang zur Lernplattform – DistanceLearningSystem DLS®: Hier erhalten Auszubildende einen Eindruck von den Kommunikationstools und Medien, die während des Auslandsaufenthaltes zur Verfügung stehen. Anmeldedaten: ID: Gastzugang & Kennwort: gastzugang.
- Mithilfe des Rasters zur Selbstbeurteilung lassen sich individuelle Niveaus von Sprachkenntnissen einfach und verständlich und jeweils aktuell benennen. Es handelt sich um einen gemeinsamen europäischen Referenzrahmen für Sprachen des Europarats.

## Entsendende Betriebe
- Wenn ein Ausbildungsabschnitt im Ausland länger als vier Wochen dauert, so ist ein mit der zuständigen Stelle abgestimmter Ausbildungsplan erforderlich (§ 76 Abs. 3 BBiG). Der Ausbildungsbetrieb stimmt auf der Grundlage der Ausbildungsordnung einen entsprechenden Ausbildungsplan mit dem aufnehmenden Betrieb ab. Der Plan ist der zuständigen Stelle, zum Beispiel der Handwerkskammer, vorzulegen.
- Zwischen den beteiligten Betrieben und dem/der Auszubildenden sollte ein Vertrag geschlossen werden, der die Rahmenbedingungen der Ausbildungsphase im Ausland regelt. Der Mustervertrag ist ein Vorschlag für eine Vereinbarung zwischen dem deutschen Betrieb, dem ausländischen Betrieb und dem/der Auszubildenden. Einzelne Klauseln können je nach Bedarf hinzugefügt, geändert oder gestrichen werden.
- Mit dem Logbook dokumentiert der Auszubildende Auslandsphasen während der Ausbildung. Er/Sie beschreibt, welche fachlichen, sprachlichen, interkulturellen und persönlichen Kenntnisse bzw. Fertigkeiten er/sie im Ausland erworben hat. Der Gastbetrieb hat die Möglichkeit, den Aufenthalt aus seiner Sicht zu kommentieren. Somit wird deutlich, was der Auszubildende zusätzlich zu seiner üblichen Ausbildung gelernt hat. Das ist sowohl für den Ausbildungsbetrieb interessant als auch für andere Betriebe, bei denen der Auszubildende sich später einmal bewirbt.

## Gastbetriebe
- Das Zertifikat dient dazu, Lernergebnisse, die der Auszubildende im Rahmen von Auslandsaufenthalten erworben hat, zu dokumentieren und zu bewerten.

Das Zertifikat wird zum Ende des Auslandsaufenthaltes durch den Gastbetrieb und dem Auszubildenden ausgefüllt und gemeinsam unterzeichnet.

## Berufskollegen
- Die Übersicht der didaktischen Modelle ist die Zusammenfassung der möglichen didaktischen Szenarien, um einen Auslandsaufenthalt zu begleiten. Die didaktischen Modelle richten sich nur an Lehrpersonen. Die Erfahrungen aus der Praxis zeigen, dass die Lehrkräfte das Modell Skript und Aufgaben und das Stundenprotokoll-Modell nutzen, um Auszubildende während des Auslandsaufenthaltes zu begleiten.
- In der Lehrvereinbarung legen Auszubildende und Berufskollegen fest, auf welche Weise der schulische Lernstoff während des Auslandsaufenthaltes vermittelt wird. Es werden die Inhalte und die Kommunikationsformen abgestimmt. Die Lehrvereinbarung wurde aus deutscher Perspektive entworfen. Berufskollegs in anderen Ländern soll sie als Vorlage dienen. Sie kann bei der Entsendung eigener Auszubildender auf die jeweiligen nationalen Gegebenheiten angepasst werden.
- Der Content-Pool ist Teil der Materialien und Qualitätskonzepte, die den Lehrkräften, Auszubildenden und Betrieben zur Vorbereitung und Begleitung eines Auslandsaufenthaltes angeboten werden. Frei verfügbare Links werden ergänzt durch Computer- bzw. Webbased Trainings, welche kostenfrei oder gegen Lizenz zur Verfügung gestellt und über ein Lernmanagementsystem genutzt werden können (zum Beispiel DistanceLeaningSystem DLS). Eine Übersicht verfügbarer Contents sowie von [Fachverlagen und Portalen], die Contents vertreiben, unterstützt Lehrkräfte bei der Suche nach fertig aufbereiteten E-Learning-Inhalten.
- Der Feedbackfragebogen dient der Sammlung von Erfahrungen, die Lehrpersonen mit GVA gemacht haben. Der Feedbackfragebogen richtet sich nur an Lehrpersonen.

## E-Learning in der grenzüberschreitenden Verbundausbildung
In Vorbereitung einer GVA-Maßnahme wird eine Lehrvereinbarung zwischen Auszubildenden und Lehrkräften der Berufsschule vereinbart. Die praktische Umsetzung der Lehrvereinbarung regelt den Austausch von Lernmaterial (Skripte, Bücher, Übungen, Protokoll der Klasse, Fotos, Web-Grundlagen-Schulungen und andere Online-Inhalte) zwischen Lehrer und Schüler.
Um geeignete Online-Lernmaterialien einzusetzen, nutzen Lehrer den GVA-Content-Pool sowie selbst erstellte Materialien. Die Kommunikation zwischen Lehrer und Schüler kann durch verschiedene Medien realisiert werden: E-Mail, Telefon, Skype und ICQ, Lern-Management-Systeme, GVA-Logbuch und Web-2.0-Anwendungen. In der Lehrvereinbarung wird außerdem die Häufigkeit der Kommunikation festgelegt. Diese Aktivitäten werden im Rahmen von GVA als E-Learning bezeichnet.
Um die Lehrvereinbarung zu realisieren, wählen die Lehrkräfte ein didaktisches Szenario aus. Eine Auswahl unterschiedlicher Szenarien wurde in Kooperation mit Berufskollegs im Rahmen des GVA-Projektes beschrieben und dokumentiert. Die praktischen Erfahrungen zeigen, dass vor allem die Modelle „Skript und Übungen“ und „Lektion Protokoll“ genutzt werden, um einen Schüler während eines langfristigen Aufenthalts im Ausland zu begleiten.
Ein Konzept mit der Bezeichnung MobiL (Moodle-begleitetes interkulturelles Lernen) wurde vom Paul-Spiegel-Berufskolleg des Kreises Warendorf (Europaschule) ins Leben gerufen. Mit dem Ziel, langfristige Aufenthalte im Ausland zu begleiten, wurde das MobiL-Konzept für alle Klassen entwickelt. Zwei wesentliche Elemente dieses Konzeptes sind das „Praktikumstagebuch“, das täglich von den Schülern, die sich im Ausland befinden, ausgefüllt werden muss, und ein Forum für die Kommunikation mit den Klassenkameraden und für den Austausch von Informationen und Lernmaterialien (z. B. Stundenprotokolle, Bilder, Übungen & Skripte). Eine wichtige Forumsregel lautet: Die Person, die einen Beitrag beginnt, ist für die Beantwortung von Fragen verantwortlich. Während ihres Aufenthalts im Ausland kommunizieren die Schüler mit ihren Lehrern per E-Mail. Darüber hinaus werden Internetanwendungen für die Kommunikation genutzt, die die Jugendlichen bereits in anderen Kontexten einsetzen (z. B. Skype und ICQ).

## Bildungspolitische Organisationen
- Im Projekt LaWA konnten bereits verschiedene Auszubildende Teile ihrer Ausbildung im Ausland absolvieren. Dies waren bisher insbesondere Jugendliche, die eine Ausbildung zum Zimmerer oder zum Metallbauer (Fachrichtung Konstruktionstechnik) absolvieren. Einige der Aufenthalte wurden zwischen deutschen und französischen Betrieben organisiert. Alle im Projekt involvierten Betriebe betonen neben den überfachlichen Mehrwerten von Auslandsaufenthalten (bspw. Kompetenzzuwächsen im Bereich interkultureller Kompetenzen) auch fachliche Mehrwerte. Genau diese fachlichen Mehrwerte wurden in einem exemplarischen Berufsbildervergleich untersucht. Hierzu wurden zu den deutschen Berufsbildern ‚Metallbauer (Fachrichtung Konstruktionstechnik)‘ und ‚Zimmerer‘ französische Entsprechungen identifiziert und schließlich mithilfe eines speziellen Vergleichsrasters fachliche Unterschiede ermittelt. Es zeigte sich, dass selbst bei sehr eng verwandten europäischen Berufsbildern fachliche Mehrwerte für beide Seiten existieren. Mit anderen Worten: Austausche können bereits aus rein fachlicher Perspektive für französische und deutsche Auszubildende von Vorteil sein. Die Vergleichsmethodik und die Ergebnisse des Vergleichs werden im Paper Vergleich von Berufsbilder dargestellt.

## Der Bezug zu ECVET
Das ECVET-System (European Credit Transfer System for Vocational Education and Training, zu Deutsch: Europäisches Leistungspunktesystem für die Berufsbildung) soll die Anerkennung von Kenntnissen, Fertigkeiten und Kompetenzen erleichtern, welche von Auszubildenden im Rahmen von Auslandsaufenthalten erworben wurden. Hierzu schlägt das ECVET-System unter anderem vor, lediglich die Lernergebnisse (learning outcomes) zu betrachten, die durch Qualifikationen und/oder Auslandsaufenthalte erworben werden. Diese Perspektive bedeutet, die 'Inputs', d. h. Lernarten, -orte, -dauern usw. bei der Beurteilung von anzurechnenden Inhalten zu vernachlässigen zugunsten einer rein (lern)ergebnisorientierten Betrachtung. Mit anderen Worten: Um bei der großen Vielfalt an unterschiedlichen formalen Bildungs(sub)systemen, Bildungsgängen und Abschlüssen in Europa Aussagen zu gegenseitigen Anrechnungen treffen zu können, wird nur auf den Erfolg von Bildungsmaßnahmen geschaut, d. h. auf die Lernergebnisse. (Weitere Informationen zu ECVET finden sich auf der Webseite der Europäischen Kommission).
Die Lernergebnisorientierung kann als bedeutendstes Merkmal des ECVET bezeichnet werden und findet sich auch in weiteren europäischen Transparenzinstrumenten wie dem Europäischen Qualifikationsrahmen (EQR). Sie und der idealtypische Verlauf einer ECVET-Mobilitätsmaßnahme wurden im LaWA-Projekt aufgegriffen und bei der Entwicklung von Instrumenten und Verfahren eingesetzt. Ziel der entwickelten Instrumente und Verfahren war es, die im Projekt eingebundenen Handwerksbetriebe und Auszubildenden bei der Organisation und Durchführung ihrer längerfristigen Auslandsaufenthalte zu unterstützen.
Folgende Instrumente und Verfahren wurden im Projekt entwickelt:
1. Checkliste:
Ausgehend vom idealtypischen Verlauf von Auslandsaufenthalten, enthält die Checkliste konkrete, praxisorientierte Hilfestellungen für (Handwerks-)Betriebe.
2. Ausbildungsplan und Lehrvereinbarung:
Entsendende und Gastbetriebe sowie Schulen treffen Vereinbarungen zu den Lernergebnissen, die vom Auszubildenden im Rahmen des Auslandsaufenthaltes erwartet werden. Der Ausbildungsplan und die Lehrvereinbarung stellen Dokumentvorlagen für diese Absprachen dar.
3. Logbook:
Stellvertretend für eignungsdiagnostische Verfahren, wie sie vom ECVET angesprochen werden, wurde mit dem Logbook ein Instrument entwickelt, das der möglichst validen Dokumentation von Lernergebnissen dient. Gleichzeitig unterstützt es die Kommunikation zwischen Auszubildenden und Betrieben während Auslandsaufenthalten.
4. Zertifikat:
Die Anerkennung von im Ausland erworbenen Lernergebnissen im Sinne eines Erlassens einzelner Inhalte der Abschlussprüfung ist in Deutschland derzeit rechtlich nicht möglich. Gleichzeitig bekunden sowohl Auszubildende als auch Betriebe insbesondere Interesse an der Validierung und Zertifizierung von Lernergebnissen, die über die typischen ‚Ausbildungs-Lernergebnisse‘ hinausgehen. Dieses Anliegen wurde bei der Entwicklung des Zertifikats aufgegriffen.
5. Berufsbildervergleich:
Mithilfe einer eigens entwickelten Methodik zur Curriculumanalyse wurden inhaltliche Unterschiede zwischen exemplarischen deutschen und französischen Berufsbildern ermittelt. Diese Unterschiede stellen Argumente für die Auslandsentsendung von Auszubildenden dar, da sie fachliche Mehrwerte ausweisen, die von den Auszubildenden insbesondere im Gastbetrieb erlernt werden könnten.

Informationen zu den einzelnen Produkten können abgerufen werden unter www.lawa-quality.eu/produkte.html. Eine detaillierte Beschreibung wird gegen Ende des Jahres im Paper Diart, M. (im Druck): Potentiale des ECVET-Leistungspunktesystems für die grenzüberschreitende Verbundausbildung im Handwerk. Köln. unter www.fbh.uni-koeln.de erscheinen.